# Le Confessionnal (roman)
Le Confessionnal est un roman de Georges Simenon, paru en 1966.
Simenon achève l'écriture de ce roman à Épalinges (canton de Vaud), en Suisse, le 21 octobre 1965.

## Résumé
À la suite des retrouvailles de deux anciens compagnons d'études, le dentiste Bar et le médecin Boisdieu, l'un pratiquant à Cannes et l'autre à Nice, leurs enfants ont sympathisé : André, nature solitaire, qui vit replié sur lui-même, trouve en Francine une jeune fille pure, très spontanée, issue d'un foyer uni, ce qui n'est pas le cas du sien.
Un jour, à Nice, en compagnie de Francine, il voit sa mère sortir d'une maison et regagner sa voiture. Une petite enquête lui apprend qu'elle y avait un rendez-vous galant. Quoique l'adolescent ne fasse aucune allusion à la chose, son père, un homme doux qui devine son désarroi, et sa mère, qui se sent coupable, vont tenter, chacun à part soi, de l'initier à leurs propres problèmes par le biais de confessions hésitantes et partiales dont il essaiera de débrouiller l'écheveau en faisant appel à ses souvenirs d'enfance. 
Francine, bien qu'elle ignore la cause exacte des soucis d'André, s'efforce de le réconforter. Leur amitié, pleine de confiance, ne débouchera cependant sur aucun amour. 
L'ambiance de la famille Bar ne cesse de se détériorer: la mère d'André, qui subit la mauvaise influence de son amie Natacha, déserte souvent la maison et s'enivre jusqu'à se rendre malade. Torturée à l'idée que son fils juge sa conduite, elle s'apprête à quitter le domicile conjugal. Lucien Bar retiendra cependant son épouse et, plaidant la cause de celle-ci auprès d'André, il lui en offre une image sincère et compréhensive, l'image d'une femme déçue par un mariage trop modeste, qui a besoin des hommes pour se donner confiance et qui a été amenée peu à peu à se croire persécutée. André se ferme alors aux problèmes de ses parents pour se consacrer, à travers ses études, à sa propre vie.

## Aspects particuliers du roman
Histoire d’une famille dont chacun des membres est une victime : en contrepoint, le spectacle de la famille Boisdieu. Au centre, la figure complexe et pitoyable d’un être balloté entre la femme, l’épouse et la mère. Les événements sont perçus du point de vue du fils. 

## Fiche signalétique de l'ouvrage

### Cadre spatio-temporel

#### Espace
Nice. Cannes. 

#### Temps
Époque contemporaine.

### Les personnages

#### Personnage principal
André Bar. Lycéen. Célibataire. Seize ans et demi.

#### Autres personnages
- Josée Bar, mère d’André
- Lucien Bar, dentiste, père d’André
- Francine Boisdieu, 17 ans, camarade et confidente d’André Bar.

## Éditions
- Préoriginale en feuilleton dans Les Nouvelles littéraires, n° 2002 à 2012 du 13 janvier au 24 mars 1966, avec des illustrations de Carlotti.
- Édition originale : Presses de la Cité, 1966
- Tout Simenon, tome 13, Omnibus, 2003  (ISBN 978-2-258-03303-0)
- Livre de poche, n° 32671, 2012  (ISBN 978-2-253-16881-2)
- Romans durs, tome 11, Omnibus, 2013  (ISBN 978-2-258-09398-0)
- Romans durs, tome 11, Omnibus, 2023  (ISBN 978-2-258-20268-9)

## Source
- Maurice Piron, Michel Lemoine, L'Univers de Simenon, guide des romans et nouvelles (1931-1972) de Georges Simenon, Presses de la Cité, 1983, p. 228-229  (ISBN 978-2-258-01152-6)